# Gino Borsoi
Gino Borsoi (Motta di Livenza, 11 marzo 1974) è un ex pilota motociclistico e dirigente sportivo italiano.

## Carriera
Ha esordito nel motomondiale al GP d'Italia 1996 su un'Aprilia RS 125 R e sempre nella stessa stagione venne chiamato dal team Italia a sostituire nelle ultime tre gare stagionali Andrea Ballerini, ma un incidente con Kazuto Sakata nelle prove del GP di Catalogna lo costrinse a non poter correre nessun'altra gara del campionato a causa della frattura di tre vertebre.
Ripresosi dall'infortunio grazie alle cure della clinica mobile del Dottor Costa, nell'annata '97 trova il suo primo ingaggio da pilota titolare nel motomondiale con una Yamaha TZ 125 del team Semprucci Biesse.
La stagione 1998, anche se non ottenne risultati rilevanti, viene ricordata in quanto Borsoi uccise involontariamente un cobra che si era avventurato sulla pista, colpendolo con un ginocchio mentre affrontava una curva durante le prove del GP della Malesia.
Negli anni seguenti riesce a ottenere come risultati di rilievo una pole position e tre podi, distinguendosi come collaudatore per l'Aprilia portando avanti i test di sviluppo della RSA 125. In totale ha disputato 126 GP, tutti nella classe 125.
Contemporaneamente alla carriera di pilota, nel 2003 fonda il team Globet Racing, squadra con la quale Borsoi corse le ultime due stagioni da professionista nel motomondiale, ingaggiando nella veste di team manager, il primo anno Alex De Angelis e Mike Di Meglio il secondo. Lasciate le competizioni nelle vesti di pilota al termine della stagione 2004, continua a portare avanti il ruolo di dirigente della sua squadra ingaggiando Fabrizio Lai per il 2005. Proprio nel corso di quest'ultima stagione riceve un'offerta da parte di Jorge Martinez per lavorare per il suo team, Borsoi accetta ponendo fine all'esperienza di proprietario e continuando l'attività dirigenziale presso l'Aspar Team.
Dal 2023 è il team manager del Pramac Racing.

## Risultati nel motomondiale
| 1996 | Classe | Moto    |  |  |  |  |    |  |  |  |  |  |  |  |    |  |  |  | Punti | Pos. |
| ---- | ------ | ------- |  |  |  |  | -- |  |  |  |  |  |  |  | -- |  |  |  | ----- | ---- |
| 1996 | 125    | Aprilia |  |  |  |  | 23 |  |  |  |  |  |  |  | NP |  |  |  | 0     |      |

| 1997 | Classe | Moto   |    |    |    |     |     |    |     |     |   |    |     |     |    |    |     |  | Punti | Pos. |
| ---- | ------ | ------ | -- | -- | -- | --- | --- | -- | --- | --- | - | -- | --- | --- | -- | -- | --- |  | ----- | ---- |
| 1997 | 125    | Yamaha | 22 | 15 | 23 | Rit | Rit | 12 | Rit | Rit | 8 | 14 | Rit | Rit | 16 | 12 | Rit |  | 19    | 20º  |

| 1998 | Classe | Moto    |     |     |   |   |     |    |    |   |     |    |     |    |    |    |  |  | Punti | Pos. |
| ---- | ------ | ------- | --- | --- | - | - | --- | -- | -- | - | --- | -- | --- | -- | -- | -- |  |  | ----- | ---- |
| 1998 | 125    | Aprilia | Rit | Rit | 9 | 6 | Rit | 16 | 11 | 7 | Rit | 14 | Rit | 20 | 10 | 12 |  |  | 43    | 18º  |

| 1999 | Classe | Moto    |   |     |    |    |    |    |   |   |   |   |     |   |   |   |   |   | Punti | Pos. |
| ---- | ------ | ------- | - | --- | -- | -- | -- | -- | - | - | - | - | --- | - | - | - | - | - | ----- | ---- |
| 1999 | 125    | Aprilia | 7 | Rit | 12 | 16 | 10 | 12 | 9 | 8 | 8 | 9 | Rit | 6 | 8 | 5 | 5 | 4 | 106   | 10º  |

| 2000 | Classe | Moto    |    |   |   |    |   |   |   |    |     |     |   |   |   |   |    |   | Punti | Pos. |
| ---- | ------ | ------- | -- | - | - | -- | - | - | - | -- | --- | --- | - | - | - | - | -- | - | ----- | ---- |
| 2000 | 125    | Aprilia | 10 | 6 | 4 | 12 | 9 | 5 | 3 | 11 | Rit | Rit | 8 | 8 | 9 | 7 | 14 | 9 | 113   | 9º   |

| 2001 | Classe | Moto    |   |   |   |   |   |    |   |   |     |    |    |   |   |    |   |    | Punti | Pos. |
| ---- | ------ | ------- | - | - | - | - | - | -- | - | - | --- | -- | -- | - | - | -- | - | -- | ----- | ---- |
| 2001 | 125    | Aprilia | 4 | 4 | 3 | 4 | 2 | 18 | 6 | 8 | Rit | 23 | 15 | 5 | 8 | 10 | 5 | 20 | 130   | 6º   |

| 2002 | Classe | Moto    |    |   |    |    |   |     |    |     |    |   |   |    |   |    |     |    | Punti | Pos. |
| ---- | ------ | ------- | -- | - | -- | -- | - | --- | -- | --- | -- | - | - | -- | - | -- | --- | -- | ----- | ---- |
| 2002 | 125    | Aprilia | 10 | 7 | 10 | 10 | 5 | Rit | 13 | Rit | 10 | 9 | 7 | 12 | 7 | 19 | Rit | 10 | 82    | 10º  |

| 2003 | Classe | Moto    |    |    |    |    |   |   |    |    |    |   |     |    |     |    |     |    | Punti | Pos. |
| ---- | ------ | ------- | -- | -- | -- | -- | - | - | -- | -- | -- | - | --- | -- | --- | -- | --- | -- | ----- | ---- |
| 2003 | 125    | Aprilia | 10 | 11 | 13 | 13 | 8 | 8 | 13 | 19 | 17 | 8 | Rit | 12 | Rit | 20 | Rit | 10 | 54    | 17º  |

| 2004 | Classe | Moto    |   |    |    |   |     |     |    |     |   |   |    |    |   |   |   |   | Punti | Pos. |
| ---- | ------ | ------- | - | -- | -- | - | --- | --- | -- | --- | - | - | -- | -- | - | - | - | - | ----- | ---- |
| 2004 | 125    | Aprilia | 6 | 19 | 11 | 9 | Rit | Rit | 17 | Rit | 9 | 5 | 15 | 11 | 8 | 9 | 7 | 7 | 79    | 12º  |

| Legenda | 1º posto        | 2º posto            | 3º posto            | A punti      | Senza punti        | Grassetto – Pole position Corsivo – Giro più veloce |
| Legenda | Gara non valida | Non qual./Non part. | Ritirato/Non class. | Squalificato | '-' Dato non disp. | Grassetto – Pole position Corsivo – Giro più veloce |